# Muppet*Vision 3D
Jim Henson's Muppet*Vision 3D ou simplement Muppet*Vision 3D est une ancienne attraction du parc Disney's Hollywood Studios, situé à Walt Disney World Resort en Floride et de Disney California Adventure situé à Anaheim en Californie.
Réalisée par Jim Henson (son dernier projet majeur avant sa mort en 1990) et coproduite par Walt Disney Imagineering et Jim Henson Productions, l'attraction intégrait le film 3D à des effets 4D en salle, tels que l'audio-animatronique, l'éclairage, les projections, la fumée, les bulles de savon et un artiste en chair et en os. Mettant en vedette Henson, Frank Oz, Dave Goelz, Richard Hunt et Steve Whitmire dans plusieurs rôles des Muppets, le film comportait un pré-spectacle qui menait à la visite des Muppet Studios par Kermit la grenouille, tandis que les Muppets préparaient leurs sketches pour démontrer leur nouvelle avancée technologique en matière de cinéma 3D. Le spectacle tourne au fiasco lorsque une expérience du Dr. Bunsen Honeydew, provoque le chaos pendant la partie suivante du spectacle.
L'attraction ouvre ses portes sous le nom de Jim Henson's Muppet*Vision 3D le 16 mai 1991 aux Disney's Hollywood Studios (alors Disney-MGM Studios), exactement un an après la mort de Henson, tandis que la version de Disney California Adventure ouvre ses portes le 8 février 2001 et fermé le 1er novembre 2014,.
Muppet*Vision 3D a fermé ses portes le 8 juin 2025 aux Disney's Hollywood Studios. Il sera remplacé par une zone sur le thème de la franchise Monstres et Cie de Pixar.

## Le film
Le spectacle est construit autour d'un film en relief mettant en scène les Muppets de Jim Henson. Des personnages grandeur réelle apparaissent dans la salle en interaction avec le film projeté.

### Résumé
Muppet Vision 3D permet de faire la connaissance avec le premier Muppet généré en image de synthèse, aussi visible dans l'émission The Jim Henson Hour datant de 1989.
Nommé Waldo, ce personnage est la « création » du Dr. Balbec Bunsen et de Beaker qui l'ont conçu lors d'une démonstration d'imagerie tri-dimensionnelle. Mais il est assez imprévisible et provoque plusieurs catastrophes durant le reste du film : ainsi, l'une des victimes est Sam l'aigle américain qui voit sa prestation finale patriotique réduite en morceaux. À côté des personnages dessinés, d'autres « muppets » interviennent sous la forme d'audio-animatronic dans la salle, en interaction avec les images : 
Statler et Waldorf font leurs commentaires depuis un balcon à droite de l'écran.
Un orchestre de pingouins tente de jouer un morceau.
Le chef suédois est aux commandes du projecteur depuis à la fois l'avant et l'arrière du public.
Bean Bunny part du film après avoir été accusé d'avoir ruiné certains scènes (accusé principalement par Miss Piggy) et est chassé de la salle par Sweetums, qui est un « muppet » grandeur nature. 
Waldo devenu totalement incontrôlable, détruit le film et reste seul sur un écran blanc.
Finalement, le chef suédois essaie de détruire Waldo en lui tirant dessus. Après l'avoir manqué plusieurs fois et fait des trous dans l'écran, ainsi que dans les murs, il utilise un gros canon. Il pulvérise la salle, laissant un large trou dans l'écran (image projetée).

### Fiche technique
- Titre : Muppet's Vision 3D
- Réalisateur : Jim Henson
- Scénariste : Bill Prady
Jim Henson
- Image : Peter Anderson
- Montage : Victor Livingston
- Création des décors : John DeCuir Jr.
- Décorateur de plateau : Bruce A. Gibeson
- Construction : Marco A. Campos (Contremaître), Gary A. Krakoff (coordinateur)
- Ingénieur du son : Dennis Leonard (doublage), Shawn Murphy, Gary Rydstrom, Gary Rydstrom (supervision), Gary Summers
- Effets visuels : Michael Backauskas (optique), John Higbie (camera), Scott Keppler, John Scheele (3D), Jason Fabbro (couleur 3D)
  - Société d'effets spéciaux : Available Light Productions
- Animation :
  - Animateur : Rex Grignon
  - Animation en volume : Joel Fletcher
  - Effets d'animation : John T. Van Vliet
- Muppets :
  - Marionnettiste : John Henson
  - Création Muppets : Paul Taylor
  - effets spéciaux : Fred Buchholz
  - assistants : David W. Dale, Wendell Morris
- Producteur :  Ritamarie Peruggi, Thomas G. Smith, Jim Henson
- Productions : Jim Henson Productions
- Distributeur : Walt Disney Attractions
- Date de sortie : 16 mai 1991
- Langue : (en)
- Pays de production :  États-Unis

### Distribution
- Wayne Allwine : Mickey Mouse
- Jim Henson : Kermit the Frog / Swedish Chef / Waldorf
- Frank Oz : Miss Piggy / Fozzie Bear / Sam the Eagle
- Dave Goelz : Dr. Bunsen Honeydew / The Great Gonzo / Zoot the Sax Player
- Jerry Nelson : Camilla
- Richard Hunt : Beaker / Scooter / Statler / Sweetums
- Steve Whitmire : Waldo C. Graphic / Bean Bunny / Rizzo the Rat
- John Henson (en) : Sweetums
- Rick Lyon : Autres Muppets

## Les attractions

### Here Come the Muppets
Une attraction nommée Here Come the Muppets a été présentée entre le 25 mai 1990 et le 2 septembre 1991, date de l'ouverture de Muppet's Vision 3D de l'autre côté du parc (28° 21′ 27″ N, 81° 33′ 39″ O) et a été remplacée par Voyage of the Little Mermaid le 7 janvier 1992. 
Un spectacle nommé Muppets on Location - The Days of Swine and Roses a lui été donné dans le même parc à partir du 16 septembre 1991.

### Disney's Hollywood Studios

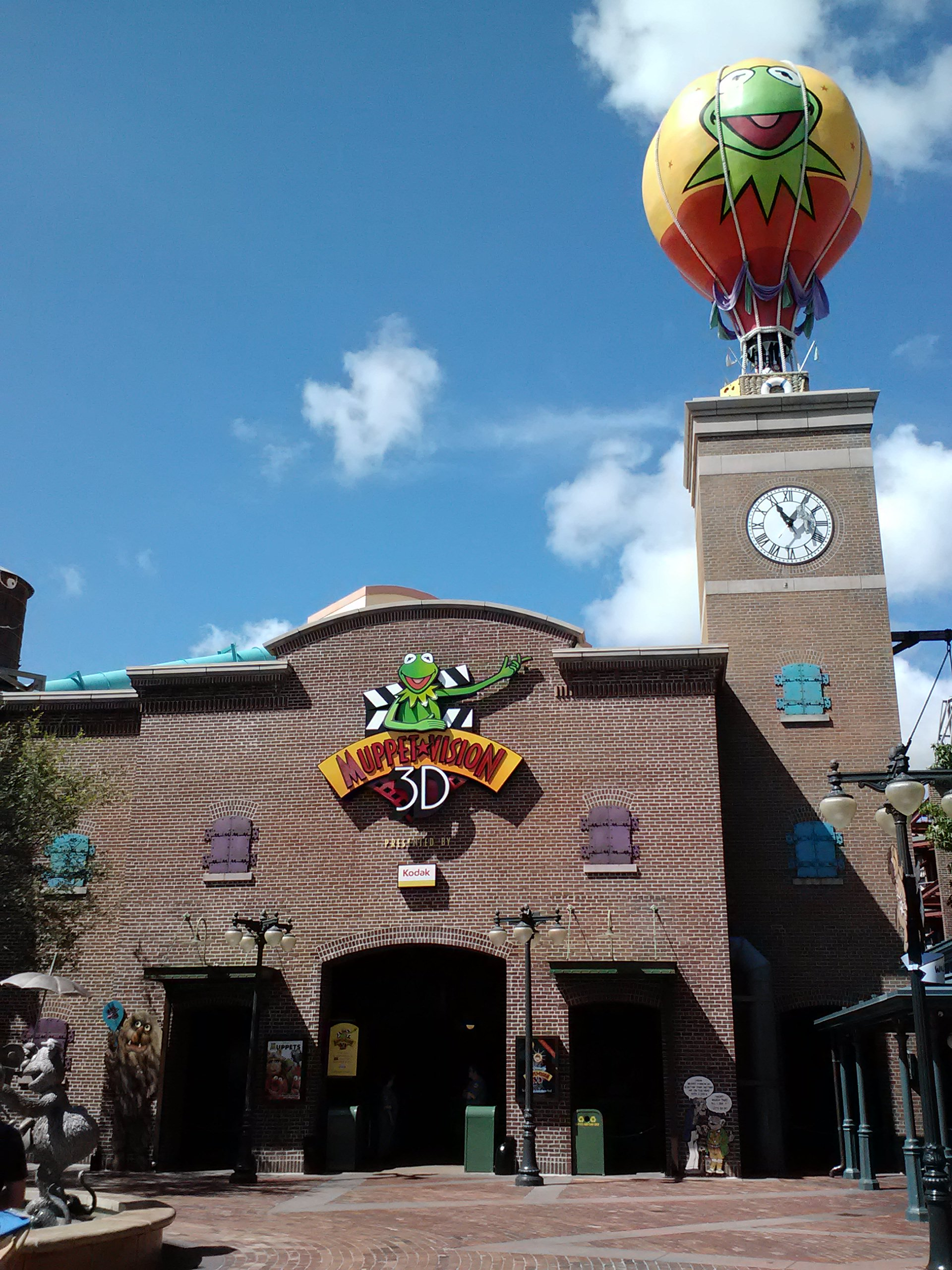
Entrée de l'attractions à Disney's Hollywood Studios.

L'attraction est située juste à l'entrée des Big City Street. Afin d'assurer la transition avec la rue new-yorkaise, l'attraction comporte une entrée en briques rouges surmontée d'un balcon. Sur le côté, le style est totalement différent: les muppets semblent avoir décorés eux-mêmes les murs. Cette partie sert de sortie pour l'attraction. Devant l'entrée sur une place on peut voir une fontaine où Miss Piggy trône dans un costume de la statue de la Liberté, filmée par l'ours Fozzie.
Avant d'arriver dans la salle de projection, les visiteurs parcourent le Laboratoire Muppet, demeure du Dr. Balbec Bunsen et de son assistant Beaker. Ils traversent plusieurs portes de bureaux avec leur affectation inscrite dessus. Ensuite ils entrent dans une large salle contenant de nombreux accessoires des « muppets » et des boîtes aux étiquettes farfelues. Les « Muppets » accueillent leurs visiteurs depuis des écrans suspendus au plafond, et interagissent parfois entre eux. Les visiteurs sont priés de bien mettre leurs lunettes de protection, en réalité des lunettes aux verres polarisés permettant de visualiser l'effet 3D. Ils entrent enfin dans la salle de projection qui adopte le style et l'architecture de celle montrée dans Le Muppet Show.
- Ouverture : 16 mai 1991[7]
- Nombre de places : 584
- Partenaire : Kodak
- Durée du spectacle : 17 min 30 s
- Type d'attraction : cinéma en relief avec audio-animatronic
- Situation : 28° 21′ 18″ N, 81° 33′ 34″ O

### Disney's California Adventure

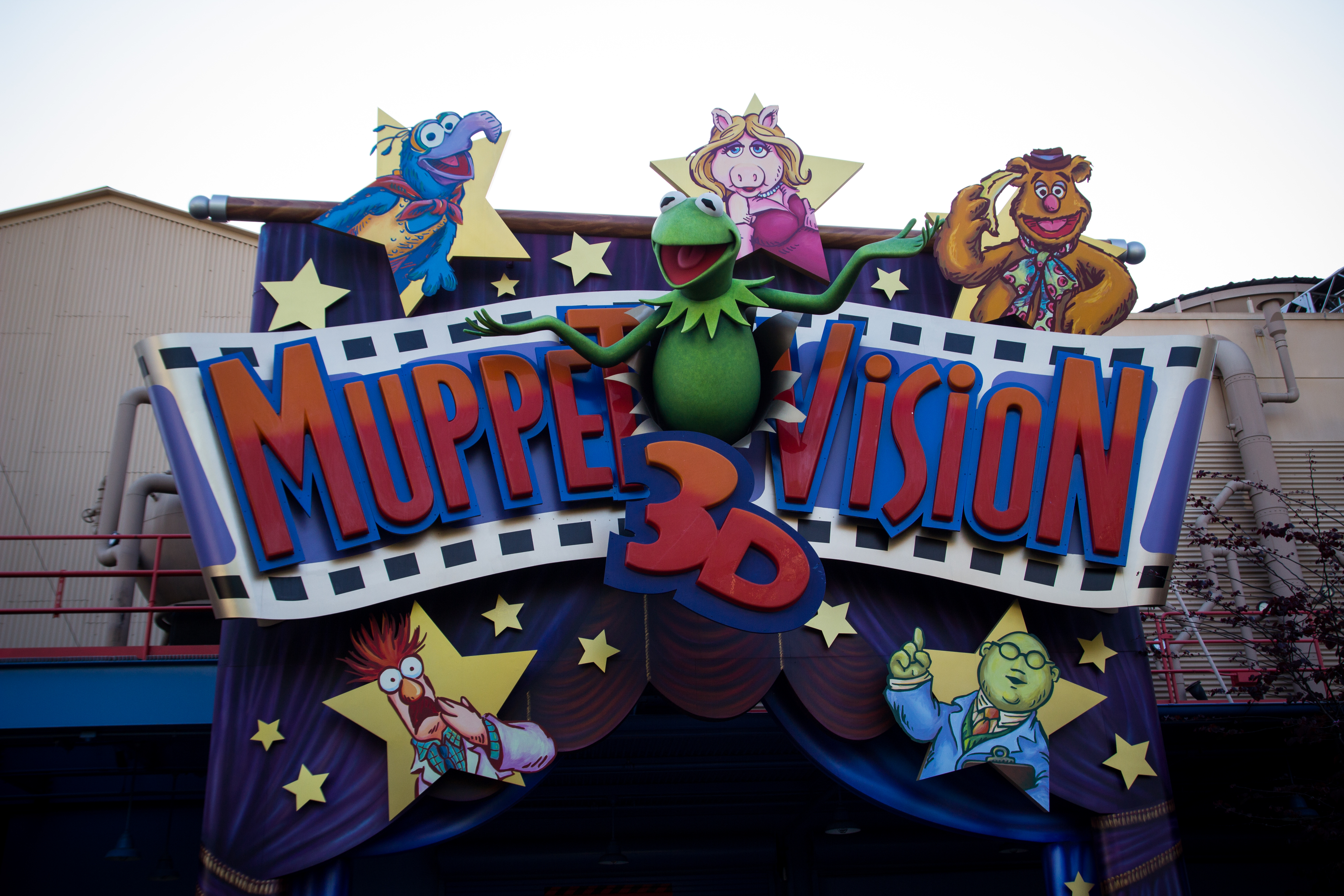
Ancienne enseigne de Muppet's Vision 3D à Disney's California Adventure.

L'attraction est située juste à gauche après l'entrée de la section Hollywood Pictures Backlot. L'architecture ressemble plus à un « mariage » entre un hangar et une raffinerie et reprend l'aspect extérieur du Laboratoire Muppet sans le décor en brique de la version de Floride.
Cette attraction a été fermée en 2014 pour être remplacée par For the First Time in Forever: A Frozen Sing-Along Celebration (2015-2016), puis Mickey's PhilharMagic (depuis avril 2019).
Cette attraction bénéficie du système FastPass
- Ouverture : 8 février 2001 (avec le parc)
- Fermeture : 1er novembre 2014
- Nombre de places : 573
- Durée du spectacle : 17 min 30 s
- Type d'attraction : cinéma en relief avec audio-animatronic
- Situation : 33° 48′ 29″ N, 117° 55′ 05″ O